# Mont Bellevue
Pour les articles homonymes, voir Bellevue.
Le mont Bellevue, d'une hauteur de 120 mètres environ, culmine à 333 mètres au cœur de la ville de Sherbrooke, Québec.
L'Université de Sherbrooke a poussé sur l'un de ses flancs. Elle est propriétaire de 75 % de la superficie de la montagne. De son côté, la ville de Sherbrooke est propriétaire de 25 % de la superficie de la montagne.
Une croix métallique haute de trente-trois mètres se dresse au sommet du mont. Celle-ci s'illumine le soir. Elle fut financée, en 1950, par une collecte publique afin de commémorer l'année sainte. Elle représente maintenant un des symboles de la ville de Sherbrooke.
Le massif comprend également le mont J-S Bourque qui culmine pour sa part à 380 mètres d'altitude. Il se trouve juste en arrière du CPE de l'Université de Sherbrooke. Le mont J-S Bourque porte le nom de John Samuel Bourque, député de la circonscription électorale de Sherbrooke de 1935 à 1960.
Le parc du mont Bellevue, avec une superficie de 2 km2, est le plus grand de Sherbrooke. Il obtient, en 2024, le statut de « réserve naturelle ». Les sentiers pédestres parcourent plusieurs kilomètres. En août 2022, le parc du mont Bellevue ouvre officiellement deux nouveaux sentiers pour les marcheurs et pour faire de la raquette durant l'hiver. Les nouveaux sentiers sont longs de 650 mètres et de 2,5 km. La ville exploite une petite station de ski, proposant six pistes éclairées pour un dénivelé de 80 mètres. Le mont Bellevue offre également la possibilité de pratiquer le vélo de montagne,. Chaque année, le mont Bellevue accueille entre 70 000 et 100 000 personnes.
Le site présente un attrait ornithologique. Il comprend plusieurs types d'habitats : une jeune forêt mixte, une érablière et quelques champs. On peut y observer une douzaine d'espèces de rapaces, dont l'Épervier de Cooper, jusqu'à 26 espèces de parulines, plusieurs espèces de pics et de nombreux passereaux. Les espèces à observer varient selon les saisons.

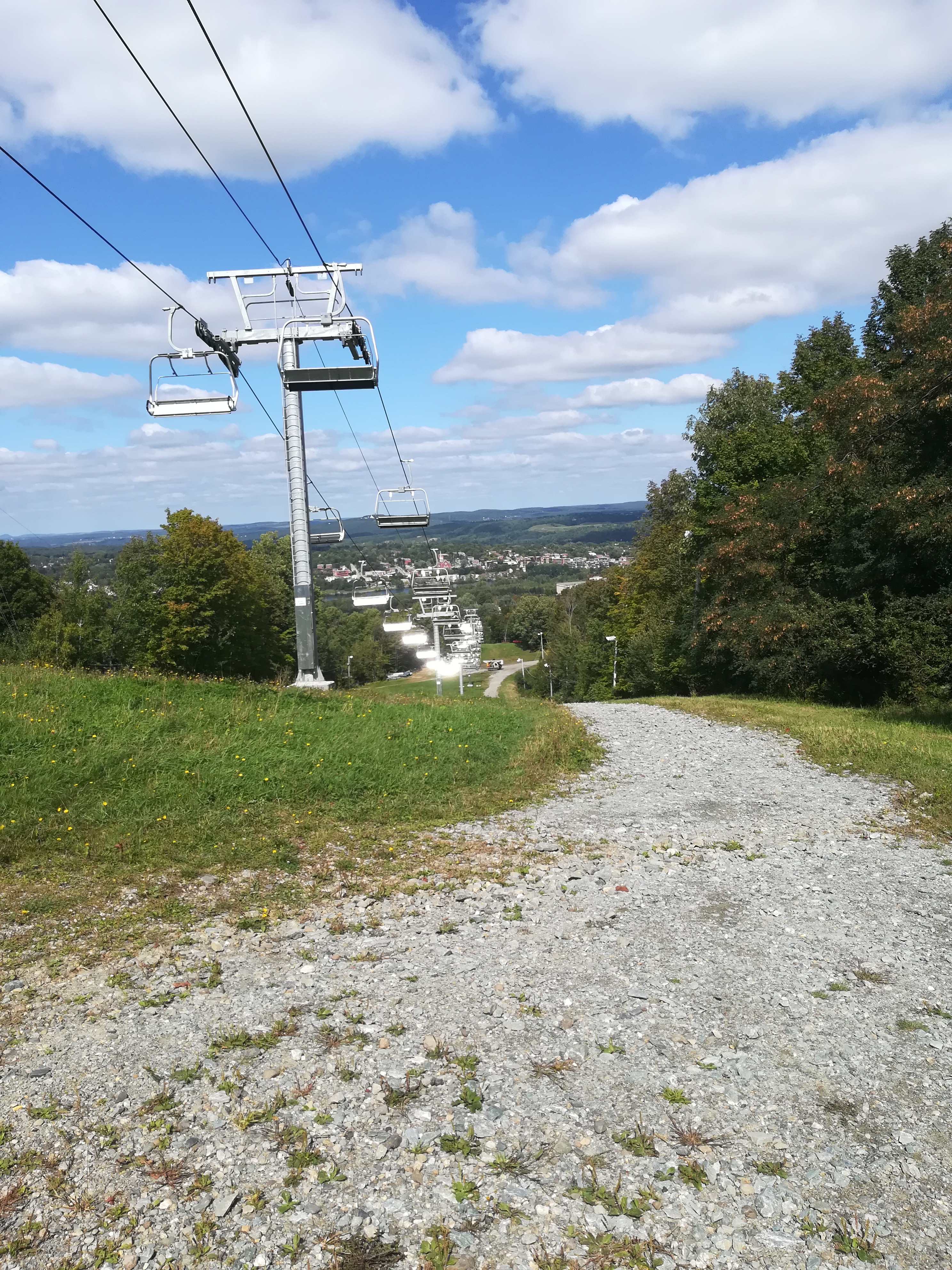
Vue du mont Bellevue en Estrie.
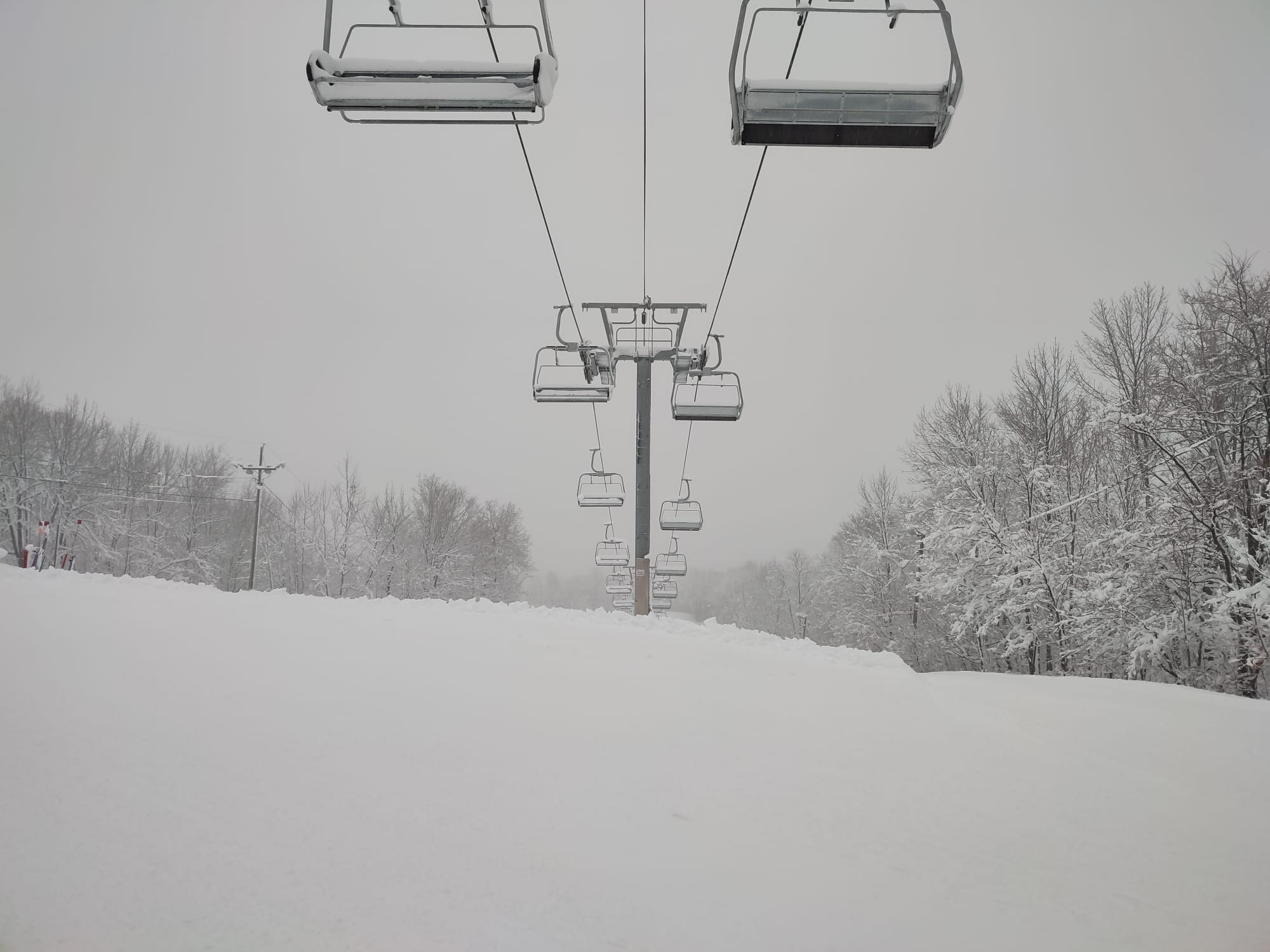
Haut du mont Bellevue enneigé.
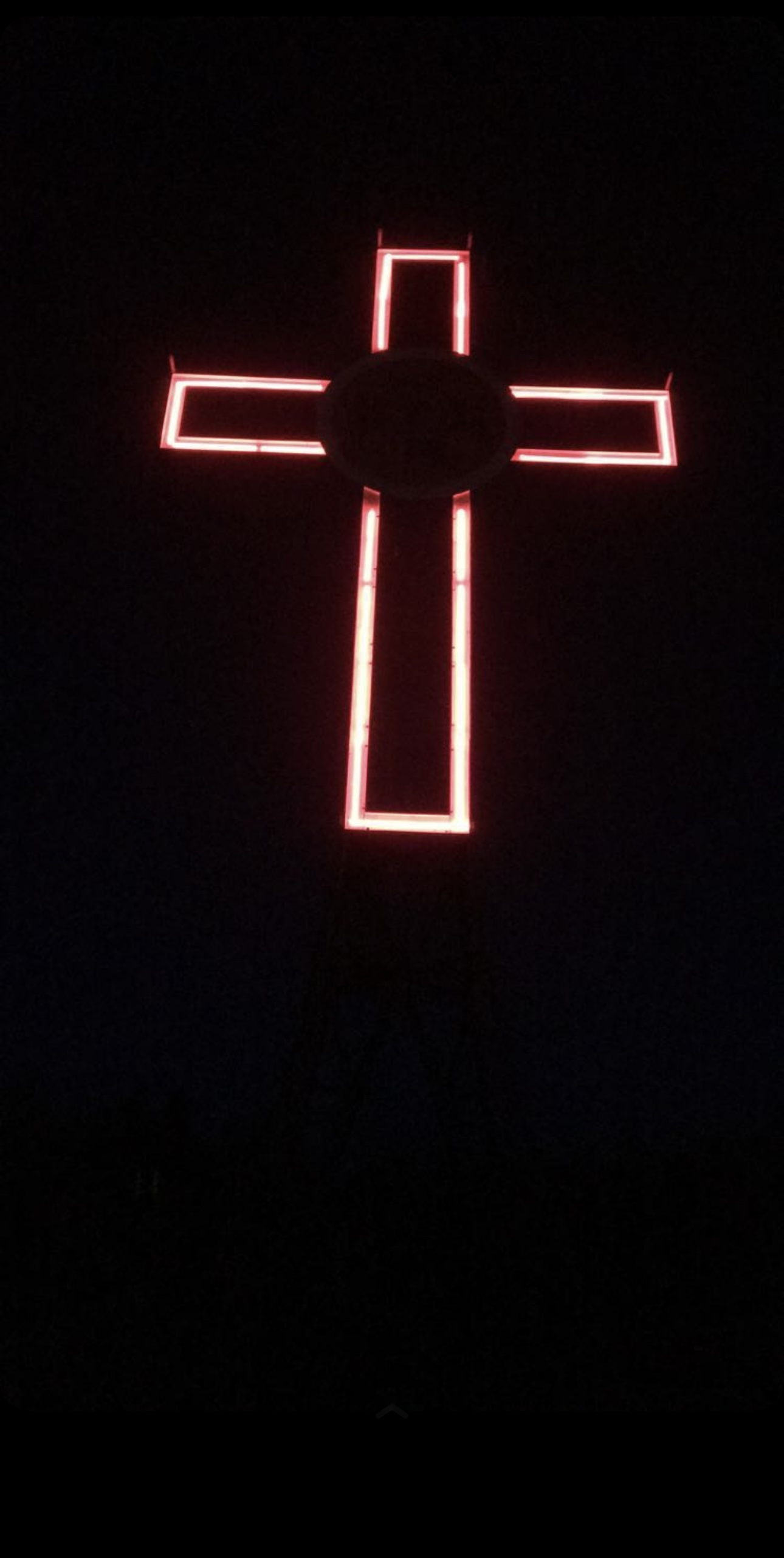
Croix du mont Bellevue illuminée le soir.
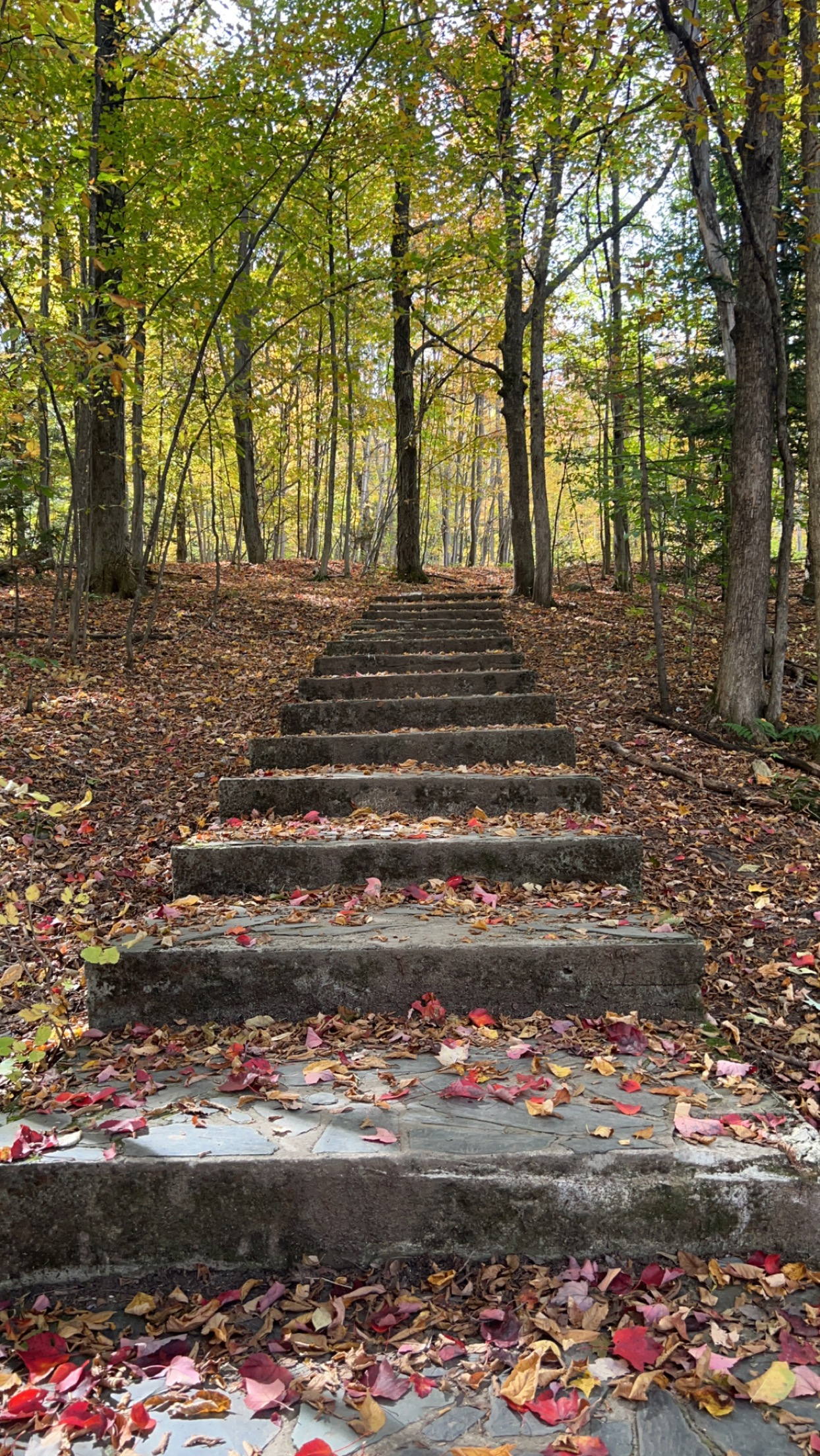
Entrée du mont Bellevue au bout de la rue Lalemant.